# هیلزدیل (اکلاهما)
هیلزدیل(به انگلیسی: Hillsdale) شهری در ایالت اکلاهما کشور ایالات متحده آمریکا است که جمعیت آن در سرشماری سال ۲۰۱۰ میلادی، ۱۲۱ نفر بوده‌است.